# Juniperus polycarpos
Juniperus polycarpos là một loài thực vật hạt trần trong họ Cupressaceae. Loài này được K.Koch mô tả khoa học đầu tiên năm 1849.